# Utleya
Utleya es un género monotípico de plantas fanerógamas perteneciente a la familia Ericaceae. Su única especie: Utleya costaricensis es originaria de Costa Rica.

## Descripción
Son arbustos epifíticos; con tallos maduros glabros, con alas suberosas; ramitas agudamente anguladas, aladas. Hojas 2.5-5(-6) × (1-)1.5-3.5 cm, elípticas a ovado-elípticas, glabras pero fimbriado-glandulares, la base cuneada y decurrente, los márgenes enteros o distalmente crenados, el ápice cortamente acuminado con el ápice ya sea agudo u obtuso; pecíolos 4-12 mm, afiladamente angulados, glabros pero fimbriado-glandulares. Inflorescencias racemosas, con 3-4 flores; raquis 3-6 mm, afiladamente angulado, glabro; brácteas florales c. 1 mm, ovadas; pedicelos 12-14 mm, glabros pero fimbriado-glandulares; bractéolas 1-1.5 mm, basales, ovadas, agudas, marginalmente fimbriado-glandulares. Flores con el cáliz 5.5-8 mm, anchamente 5-alado, las alas alternadas con los lobos y más largas que ellos, glabro pero fimbriado-glandular, el tubo 2-2.5 mm, obcónico, los lobos c. 0.5 mm, apiculados; corola c. 4 mm, fuertemente urceolada, pentagonal en sección transversal, carnosa, de un rosado pálido con los lobos blancos, glabra pero densamente pelosa por dentro en la garganta, los lobos 1 mm, triangulares con espolones c. 1.5 mm de ancho, verticalmente orientados, ovado-obtusos, lateralmente comprimidos, como del doble de alto de los lobos propiamente; estambres c. 3 mm; filamentos c. 2 mm, distintos, largamente pelosos en la 1/2 distal; anteras 1.5-1.8 mm, las tecas c. 1 mm, fuertemente incurvadas en la base. Bayas no conocidas.

## Taxonomía
Utleya costaricensis fue descrito por Wilbur & J.L.Luteyn y publicado en Brittonia 29(3): 267–270, f. 4. 1977.